# منتخب كرواتيا تحت 16 سنة لكرة القدم
منتخب كرواتيا تحت 16 سنة لكرة القدم (بالكرواتية: Hrvatska nogometna reprezentacija do 16 godina)‏ هو منتخب وطني كرواتي تحت 16 عام وهو ممثل كرواتيا الرسمي في منافسات أوروبا ضمن فئة تحت 16 عام، تأسس في سنة 1993 أي في منتصف حرب الاستقلال الكرواتية وحرب البوسنة والهرسك.

## الإنجازات
- بطولة أوروبا تحت 16 سنة النمسا 1996 - تأهل إلى ربع النهائي
- بطولة أوروبا تحت 16 سنة اسكتلندا 1998 - تأهل إلى ربع النهائي
- بطولة أوروبا تحت 16 سنة جمهورية التشيك 1999- دور مجموعة
- الميدالية البرونزية في بطولة أوروبا تحت 16 سنة إنجلترا 2001 - ميدالية برونزية

## اللاعبين
قائمة اللاعبين